# Silppolanraivio-Aittosuonlehto
Silppolanraivio-Aittosuonlehto este o arie protejată (arie specială de conservare — SAC, sit de importanță comunitară — SCI) din Finlanda întinsă pe o suprafață de 127 ha, integral pe uscat.

## Localizare
Centrul sitului Silppolanraivio-Aittosuonlehto este situat la coordonatele 63°12′20″N 24°59′46″E / 63.2056°N 24.9961°E.

## Înființare
Situl Silppolanraivio-Aittosuonlehto a fost declarat sit de importanță comunitară în august 1998 pentru a proteja un număr necunoscut de specii din flora spontană și fauna sălbatică aflate în arealul zonei. Situl a fost protejat și ca arie specială de conservare în aprilie 2015.

## Biodiversitate
Situată în ecoregiunea boreală, aria protejată conține 4 habitate naturale: Izvoare fino-scandinave și mlaștini produse de izvoare bogate în minerale, Taiga vestică, Păduri fino-scandinave bogate în ierburi cu Picea abies, Mlaștini împădurite.
La baza desemnării sitului se află un număr nedeclarat de specii protejate.
Pe lângă speciile protejate, pe teritoriul sitului au mai fost identificate 1 specie de plante, 2 specii de păsări, 10 specii de pești.